# Makói Nemzetközi Hagymafesztivál

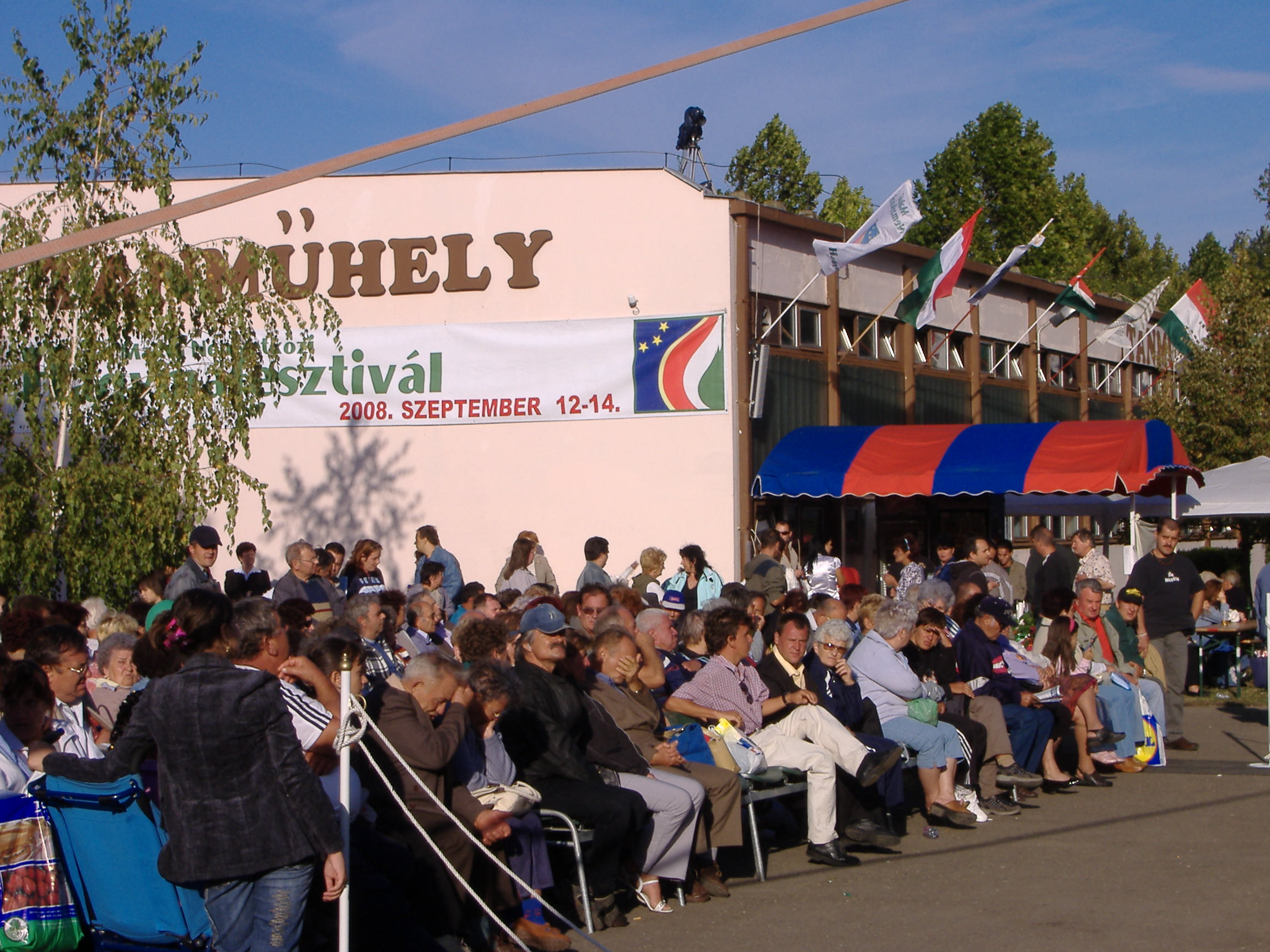
A 2008-as Hagymafesztivál nézői a fesztiválszínpad előtt

A Makói Nemzetközi Hagymafesztivál Makó város legjelentősebb, évente megrendezésre kerülő háromnapos rendezvénysorozata.
A fesztivált 1991 óta rendezik meg, szeptember második hétvégéjén. A mostanra tradícióvá lett Hagymafesztivált eredetileg szakmai rendezvénynek szánták, de a hagyma és a mezőgazdasági eszközök felvonultatásán, és a szakmai konferenciákhoz vásári szórakoztató programok és sportesemények is társultak. Helyszínül a Galamb József Szakképző Iskola tanműhelye szolgál (Aradi út 130.); időpontja egybeesik a nyári munkák befejezésével, lehetőséget adva a termelőknek arra, hogy áttekintsék az elmúlt szezont, és felkészüljenek a következőre.
A szakmai programok közül kiemelendőek az egymást váltó mezőgazdasági fórumok, a zöldségnövények bemutatkozó kiállítása, és a nemzetközi konferenciák. A rendezvény fővédnöke Illés Zoltán, a vidékfejlesztési minisztérium környezetügyért felelős államtitkára; hagyományosan a szakmai megnyitón is a mindenkori államtitkár mond beszédet. Ekkor adják át a vásári díjakat, és az Aranyhagyma-díjat is. A Hagymafesztiválon minden évben képviseltetik magukat Makó testvérvárosai is.
A fesztivál helyszínén felállított színpadon egymást váltják a zenés-táncos produkciók; a magyar könnyű-, mulatós, country- és popzene előadói szórakoztatják a közönséget. A gyermekek egész nap kipróbálhatják a játszóházat, a népi fakörhintát; a Játéktéren kipróbálhatják az agyagozást, üveg- és arcfestést. A látogatók megtekinthetik a Makói Panoptikum és Látványda előadását. Különlegességnek számítanak a fesztiválon megvásárolható kézművesek portékái; hagyomány a fesztivál első napján megrendezett jelmezes felvonulás a belvárosban.

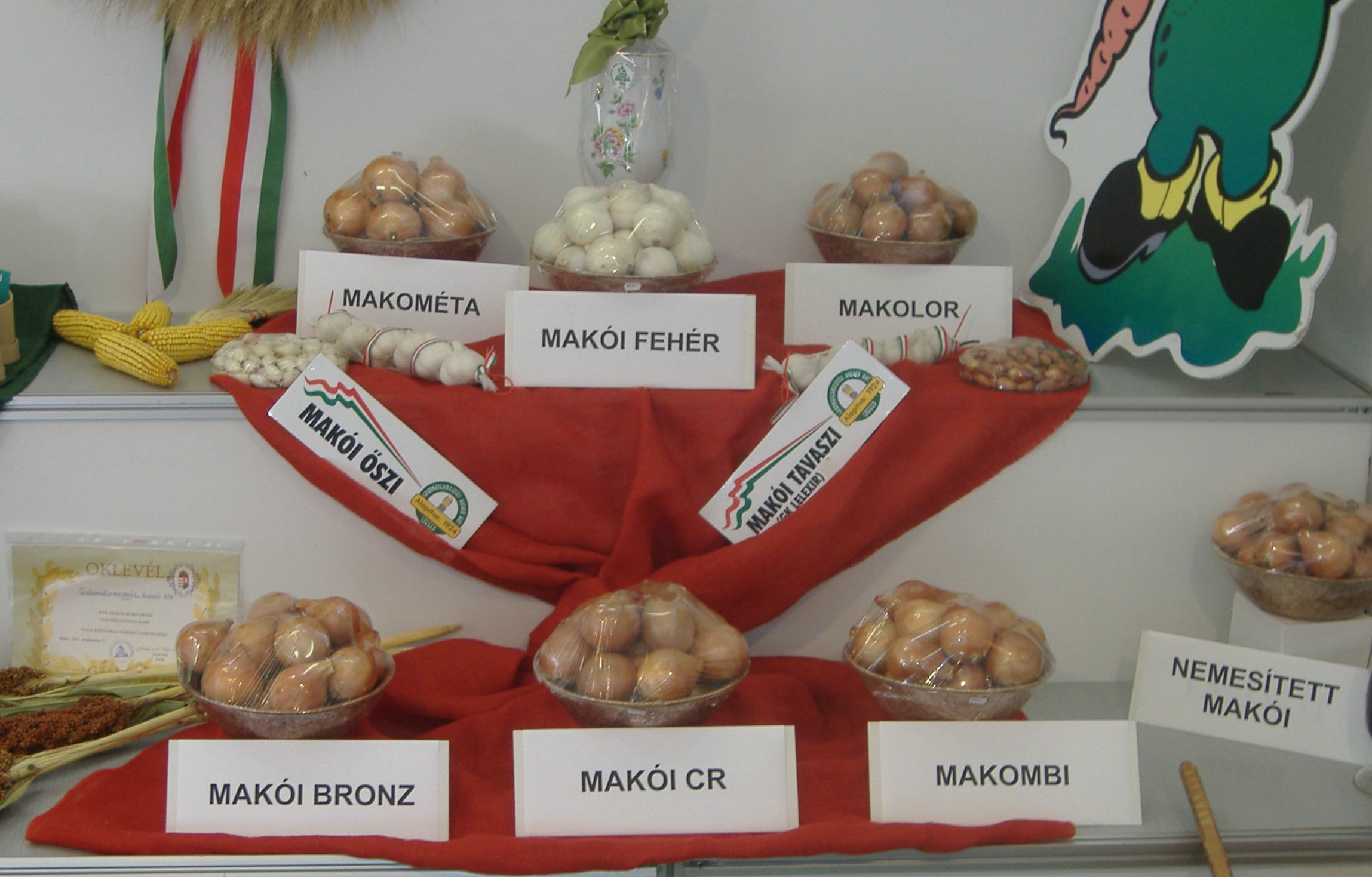
Makói hagymafajták kiállítása a 2007-es fesztiválon

A Hagymafesztiválhoz számos sportprogram kapcsolódik kísérő rendezvényként, ilyen a Hagymafesztivál Kupa (kispályás, valamint utánpótlás labdarúgótorna), a Hagyma Kupa (lövész- és teniszverseny, sakk villámtorna), a Maros Kupa (úszóverseny) Makói Hagymatúra (gyalog vagy kerékpárral teljesíthető). A sportesemények gerincét azonban a lovasversenyek adják: a B-kategóriás verseny bajnoki pontokért zajlik, a C pedig a kezdő lovaknak, lovasoknak biztosít megmérettetési lehetőséget. 2009-ben a díjugratás mellett a fogathajtás is részét képezte a Fesztivál Lovasversenynek. A lovasprogramok külön belépődíjasak, a vásártéri lovaspályán zajlanak. Sor kerül a mikrotérségek erős embereinek csapatversenyére is; 2006 óta a Hagymafesztivál színpadján zajlik a Budapest - Makó Kis Kunsági Futam eredményhirdetése és díjátadója.
Gasztronómiai érdekesség a látványkonyha, ahol szokatlan eszközökkel készítenek finom étkeket; az egész nap nyitva tartó Ízek Sátra, és a Pörkölt Párbaj, ahol a makói kistérség településeinek polgármesterei mérik össze főzőtudományukat.

## Külső hivatkozások
- Makói Hagymafesztivál a Fesztiválportálon
- A Hagymafesztivál a Port.hu oldalon
- A Hagymafesztivál adatlapja az Útisúgó.hu honlapon
- A Hagymafesztivál a Fesztiválkalauz honlapján